# Остіано
Остіано (італ. Ostiano) — муніципалітет в Італії, у регіоні Ломбардія,  провінція Кремона.
Остіано розташоване на відстані близько 420 км на північний захід від Рима, 90 км на схід від Мілана, 20 км на північний схід від Кремони.
Населення — 2990 осіб (2014).

## Демографія
Населення за роками:

Станом на 1 січня 2023 року в муніципалітеті офіційно проживав 341 іноземець з 24 країн, серед них 17 громадян країн Євросоюзу та 6 громадян України.

## Уродженці
- Чельзо Позіо (*1931 — †2016) — італійський футболіст, півзахисник.

## Сусідні муніципалітети
- Габбьонета-Бінануова
- Гамбара
- Пессіна-Кремонезе
- Пральбоїно
- Сеніга
- Волонго